# Peter Barnes
Pour les articles homonymes, voir Barnes.
Peter Barnes, né le 10 juin 1957 à Manchester (Angleterre), est un footballeur anglais, qui évoluait au poste d'attaquant à Manchester City et en équipe d'Angleterre.
Barnes a marqué cinq buts lors de ses vingt-deux sélections avec l'équipe d'Angleterre entre 1977 et 1982.

## Carrière de Joueur
- 1975-1979 : Manchester City
- 1979-1981 : West Bromwich Albion
- 1981-1984 : Leeds United
- 1983-1984 : Real Betis Balompié
- 1984 : Coventry City
- 1985-1986 : Manchester United
- 1986-1987 : Manchester City
- 1987 : Bolton Wanderers
- 1987 : Port Vale
- 1987-1988 : Hull City
- 1988 : Bolton Wanderers
- 1988-1989 : Sunderland
- 1990 : Tampa Bay Rowdies
- 1991 : Hamrun Spartans
- 1991-1992 : Mossley AFC
- 1992 : Farense

## Palmarès

### En équipe nationale
- 22 sélections et 5 buts avec l'équipe d'Angleterre entre 1977 et 1982.

### Avec Manchester City
- Vainqueur de la Coupe de la Ligue anglaise de football en 1976.
- Vice-Champion du Championnat d'Angleterre de football en 1977.

### Avec Hamrun Spartans
- Vainqueur du Championnat de Malte de football en 1991.

## Carrière d'entraîneur
- 1998 :  Gibraltar
- 1998 : Runcorn FC